# Wim Statius Muller
Wim Statius Muller (* 26. Januar 1930 auf Curaçao; † 31. August 2019 ebenda) war ein niederländischer Komponist.
Auf Curaçao begann er seine Musikkarriere bei seinem Lehrer Jacobo Palm. Ab 1949 studierte er an der berühmten Juilliard School in New York unter Josef Raieff. Nach seinem Masterdiplom im Jahre 1954 wurde er 1955 Dozent für Klavier- und Musikgeschichte an der Ohio State University.
1960 verließ Wim Statius Muller die Universitätslaufbahn, um eine Karriere im Staatsdienst zu beginnen, die ihn nach Stationen auf Curaçao und in den Niederlanden schließlich bis in das Generalsekretariat der NATO nach Brüssel führte. Nach seiner Pensionierung im Jahr 1995 lebte er wieder in seiner Heimat Curaçao. 
Die Antillean Dances (Opus 2,4,5&6) sind einzigartige Kompositionen von Wim Statius-Muller. In diesen kurzen Klavierstücken spürt man den Ursprung, die traditionelle Tanzmusik der holländischen Karibikinseln. Allerdings ist die Musik nicht mehr zum Tanzen bestimmt, sondern durch Verfeinerung und Differenzierung zur Konzertmusik geworden.